# حبير (ذي السفال)

تعديل مصدري - تعديل

حبير هي إحدى قرى عزلة حبير بمديرية ذي السفال التابعة لمحافظة إب، بلغ تعداد سكانها 864 نسمة حسب تعداد اليمن لعام 2004.